# GPL Font Exception

Von der Gemeinschaft verwendetes Logo für die GPL+FE

Die GPL Font Exception, kurz GPL+FE, ist eine optionale Zusatzklausel für die GNU General Public License (GNU GPL), die es explizit erlaubt, digitale Schriftarten (Fonts) in einem digitalen Dokument weiterzugeben, ohne dieses selbst unter den Bedingungen der GNU GPL weiterzugeben. Ohne diese Ausnahme wäre ein Konflikt denkbar, wenn die Schriftarten beim üblichen Desktop Publishing eingesetzt werden. Dave Crossland erklärt im Libre Graphics Magazine, dass sich das Copyleft einer Schriftart potentiell in den Inhalt eines Dokuments erstreckt, wenn das nicht explizit ausgeschlossen würde, sowie auf Texte, Photographien, Illustrationen und Designs, die Teile der Schriftart verwenden. „Die meisten freien Schriftarten haben eine so gestaltete Lizenz, beispielsweise die SIL OFL oder die GNU GPL mit der Font Exception wie im GPL FAQ beschrieben.“

## Ursprung
Die Font Exception wurde im April 2005 von dem GPL compliance engineer David „Novalis“ Turner mit der Erklärung entworfen, dass die betrachtete Situation die war, bei der eine Schriftart in ein Dokument eingebettet wird (anstatt lediglich referenziert zu werden). „Das Einbetten stellt sicher, dass das Dokument genau so dargestellt wird, wie der Autor es vorgesehen hat, insbesondere auch auf Computern, auf denen die verwendete Schriftart nicht installiert sind. Damit stellt das Dokument (ein [Korrektur: potentiell] urheberrechtlich geschütztes Werk) ein abgeleitetes Werk der Schriftart [wörtl. des Schriftarten-Programms; TrueType- und OpenType-Schriftarten enthalten Programmcode] (eines anderen Werks) dar. Der Text des Dokuments selbst ist freilich unberührt vom Urheberrecht der Schriftart, wenn er ohne diese weitergegeben wird.“
Um mit der GPL kompatibel zu bleiben, hat Red Hat beim Fedora Linux der Lizenz der Liberation die Font Exception hinzugefügt, jedoch mit gewissen Beschränkungen.
Diese Beschränkungen förderten weitere Diskussionen in der Gemeinschaftsmitglieder von Debian.
Angeregt von dieser Aufmerksamkeit veröffentlichte Ubuntu die Ubuntu Font License, da deren Mitglieder weder von der SIL OFL noch der GPL+FE überzeugt waren.

## Verwendung
Um der Lizenz einer Schriftart die Font Exception hinzuzufügen, kann der Autor der Schriftart folgenden Text dem GPL-Lizenztext nachstellen:

“As a special exception, if you create a document which uses this font, and embed this font or unaltered portions of this font into the document, this font does not by itself cause the resulting document to be covered by the GNU General Public License. This exception does not however invalidate any other reasons why the document might be covered by the GNU General Public License. If you modify this font, you may extend this exception to your version of the font, but you are not obligated to do so. If you do not wish to do so, delete this exception statement from your version.”

„Als eine besondere Ausnahme, wenn Sie ein Dokument erstellen, welches diese Schriftart (Font) verwendet und diese Schriftart [ganz] oder unveränderte Teile dieser Schriftart in das Dokument einbetten, müssen Sie das Dokument [das Gesamtwerk] nicht aufgrund dieser Einbettung unter die GNU General Public License stellen. Diese Ausnahme berührt keine [potentiellen] anderen Gründe, wegen derer Sie das betreffende Dokument unter die GNU General Public License stellen müssten. Wenn Sie diese Schriftart verändern, können Sie diese Ausnahme auf Ihre Variante der Schriftart übertragen, Sie sind jedoch nicht dazu verpflichtet. Wenn Sie diese Ausnahme nicht auf Ihre Variante übertragen möchten, löschen Sie diese Passage von Ihrer Variante.“

Die hier angegebene deutsche Übersetzung dient nur der Illustration und sollte nicht als Lizenztext verwendet werden.